# Adult contemporary

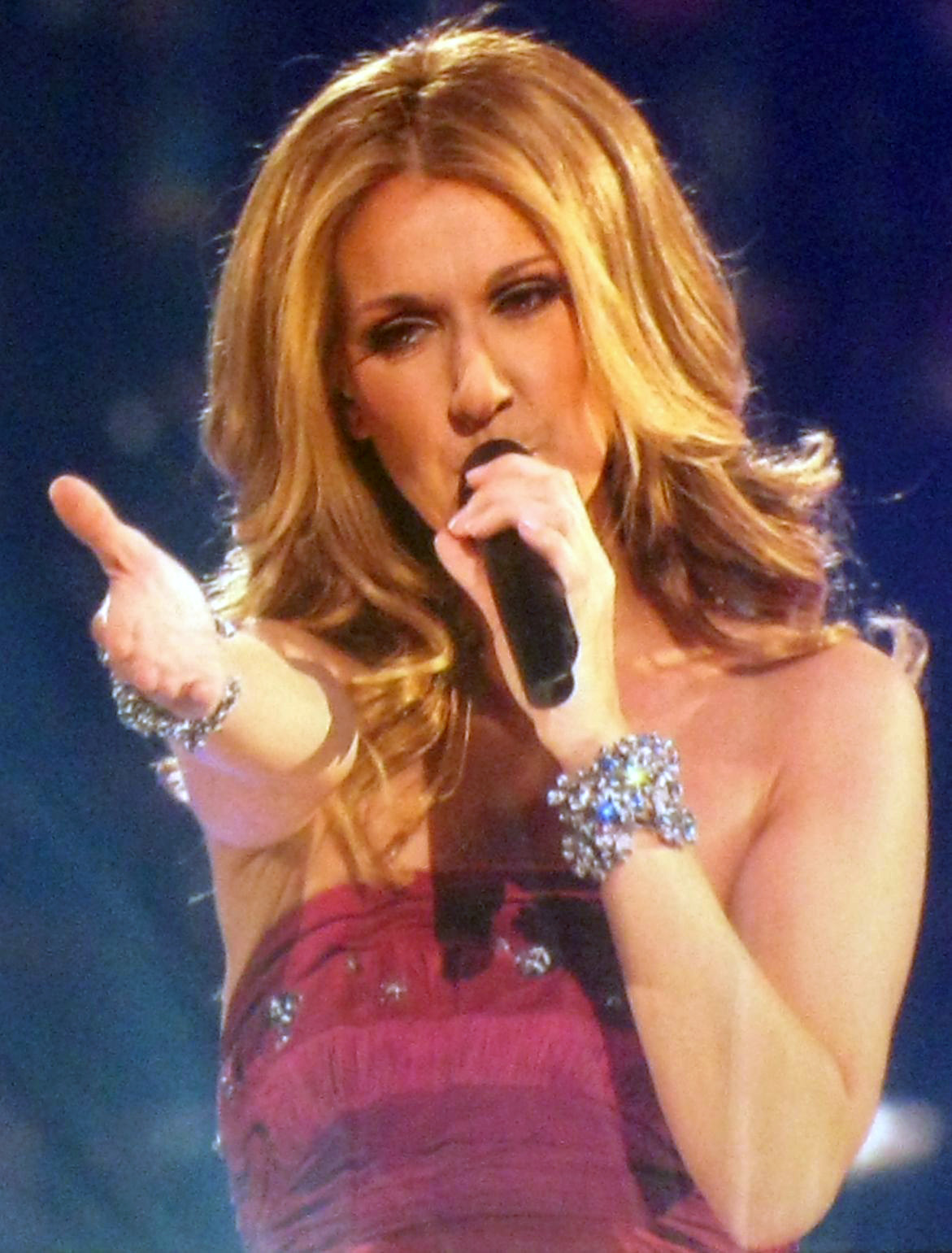
Nghệ sĩ adult contemporary Celine Dion là một trong những ngôi sao quốc tế lớn nhất trong lịch sử âm nhạc, với tổng doanh số album trên toàn thế giới lên tới hơn 220 triệu bản.

Adult contemporary (AC) là một phong cách âm nhạc có phạm vi trải dài từ phần thanh nhạc những năm 1960 và nhạc soft rock những năm 1970 cho tới những bản nhạc thiên về ballad ngày nay, với nhiều mức độ khác nhau về mặt ảnh hưởng của các dòng nhạc easy listening, soul, R&B, và rock. Adult contemporary có thể được coi như là một sự ghép nối giữa hai phong cách nhạc easy listening và soft rock vốn phổ biến vào thập niên 1960 và 1970 với một chút điều chỉnh phản ánh lên sự phát triển của nhạc pop/rock.
Nhạc adult contemporary thường êm dịu và thanh nhã, tập trung nhấn mạnh vào phần giai điệu và hòa âm. Nó thường có đủ âm điệu để khiến người nghe chú ý đến, đồng thời cũng không có vấn đề gì khi nó được chọn làm một bản nhạc nền. Cũng giống như hầu hết các bài hát nhạc pop, các bài hát nhạc adult contemporary thường được sáng tác dưới định dạng cơ bản với cấu trúc đoạn phát triển–điệp khúc.
Adult contemporary thường thiên về các bản ballad lãng mạn với nhạc cụ chủ yếu là nhạc cụ acoustic (dù cho guitar bass vẫn thường hay được sử dụng) như guitar acoustic, dương cầm, saxophone, và đôi khi là cả một dàn nhạc giao hưởng. Âm guitar điện thường mờ nhạt và the thé. Tuy nhiên, nhạc adult contemporary hiện nay có thể có thêm sự sử dụng của synthesizer (và các nhạc cụ điện tử khác như máy đánh trống).
Các đài phát thanh AC thường chơi các bài hát xu thế, nhưng sẽ loại trừ các bài hát hip hop, dance, hard rock và một vài thể loại nhạc teen pop bởi vì chúng ít phổ biến hơn đối với mục tiêu nhân khẩu học của các nhà đài, vốn tập trung vào lượng thính giả trưởng thành. Các đài phát thanh AC thường nhắm vào các đối tượng nằm trong nhóm tuổi 25–44, nhóm người nhận được nhiều sự chú ý nhất từ các nhà quảng cáo kể từ thập niên 1960. Nhiều đài phát thanh adult contemporary ít chơi các bài hát mới hơn bởi những đài này thường dành ra những khung giờ cho các bài hát nổi tiếng trong quá khứ, cũng vì thế nên tiến độ của các bảng xếp hạng nhạc AC thường hay bị làm chậm lại.
Qua nhiều năm, AC đã tạo nên một số tiểu thể loại âm nhạc: "hot AC", "soft AC" (còn được gọi là "lite AC"), "urban AC", "rhythmic AC", và "Christian AC" (một thể loại nhạc êm dịu hơn của contemporary Christian music). Một vài đài phát thanh chỉ chơi "hot AC", "soft AC", hoặc chỉ một trong các tiểu thể loại nhạc khác. Cũng chính vì vậy, đây thường không được coi như một thể loại âm nhạc riêng biệt mà chỉ đơn thuần là sự tổng hợp các bài hát chọn lọc từ các nhạc sĩ của nhiều thể loại nhạc khác nhau.